# 장근수
장근수(1958년 12월 9일 ~ )는 대한민국의 언론인이다.

## 학력
- 브니엘고등학교
- 서울대학교 영어영문학 학사

## 경력
- 1984년 : 문화방송 프로듀서
- 2002년 : 문화방송 TV제작1국 프로듀서
- 2005년 : 문화방송 드라마국 2CP
- 2010년 : 문화방송 드라마국 드라마2부 부장
- 2010년 : 문화방송 드라마1국 국장
- 2013년 ~ 2014년 : 문화방송 글로벌사업본부 특임국장
- 2014년 ~ 2017년 : 문화방송 드라마본부 본부장
- 2017년 : MBC강원영동 사장

## 방송
| 연도 | 방송사 | 제목                 | 비고      |
| ---- | ------ | -------------------- | --------- |
| 1980 | MBC    | 전원일기             | 연출      |
| 1991 | MBC    | 동요나라             | 연출      |
| 1991 | MBC    | 고수                 | 연출      |
| 1996 | MBC    | 화투                 | 연출      |
| 1996 | MBC    | 생명                 | 연출      |
| 1996 | MBC    | 가슴을 열어라        | 연출      |
| 2000 | MBC    | 당신 때문에          | 연출      |
| 2001 | MBC    | 매일 그대와          | 기획      |
| 2002 | MBC    | 어사 박문수          | 기획      |
| 2002 | MBC    | 인어 아가씨          | 기획      |
| 2002 | MBC    | 네 멋대로 해라       | 기획      |
| 2002 | MBC    | 내 사랑 팥쥐         | 기획      |
| 2003 | MBC    | 러브레터             | 기획      |
| 2003 | MBC    | 1%의 어떤 것         | 기획·연출 |
| 2004 | MBC    | 장미의 전쟁          | 기획      |
| 2004 | MBC    | 사랑을 할꺼야        | 기획      |
| 2005 | MBC    | 굳세어라 금순아      | 기획      |
| 2005 | MBC    | 사랑찬가             | 기획      |
| 2005 | MBC    | 결혼합시다           | 기획      |
| 2006 | MBC    | 사랑은 아무도 못말려 | 기획      |
| 2006 | MBC    | 있을 때 잘해!!       | 연출      |
| 2008 | MBC    | 춘자네 경사났네      | 연출      |
| 2009 | MBC    | 인연 만들기          | 연출      |
| 2010 | MBC    | 김수로               | 기획      |